# Blokada kontynentalna
     Francja i kraje wcielone
     Państwa satelickie Francji
     Inne państwa stosujące blokadę kontynentalną

Zasięg blokady kontynentalnej w 1810 roku
Francja i kraje wcielone
Państwa satelickie Francji
Inne państwa stosujące blokadę kontynentalną

Blokada kontynentalna lub system kontynentalny – pełne embargo handlowe wobec Wielkiej Brytanii, stosowane pod naciskiem Francji przez państwa kontynentalnej Europy w latach 1806–1814. Blokada została wprowadzona przez Napoleona Bonaparte i narzucona sojusznikom Cesarstwa oraz pozostałym państwom europejskim. Miała na celu wykluczenie Wielkiej Brytanii z handlu europejskiego i w konsekwencji doprowadzenie do załamania brytyjskiej gospodarki oraz do klęski Zjednoczonego Królestwa w wojnie z Francją.
Od momentu ustanowienia system kontynentalny stał się podstawą polityki zagranicznej napoleońskiej Francji. Pozostałe państwa Europy zostały postawione przed groźbą wojny z Cesarstwem w przypadku niestosowania się do blokady. Aby zapewnić jej przestrzeganie, Napoleon rozszerzył na dużą część Europy francuski system administracji celnej, a także przyłączył do Francji liczne terytoria na terenie Włoch, Niderlandów, Niemiec i Ilirii. Celem tych aneksji było ukrócenie przemytu brytyjskich towarów na kontynent.
Jest kwestią sporną wśród historyków, do jakiego stopnia Napoleonowi udało się odciąć Wielką Brytanię od europejskich rynków zbytu. Wiadomo jednak, że gospodarka Francji ucierpiała na blokadzie bardziej niż brytyjska, która wbrew przewidywaniom francuskich władz nie uległa załamaniu. Polityka narzucania systemu kontynentalnego innym krajom miała natomiast poważne konsekwencje dla losów imperium napoleońskiego. Była bowiem jedną z głównych przyczyn francuskich inwazji na Portugalię (1807 r.) i Hiszpanię (1808 r.), które zapoczątkowały długą i kosztowną wojnę na Półwyspie Iberyjskim, poważnie angażującą siły Cesarstwa. Natomiast w 1812 roku spór francusko-rosyjski o przestrzeganie przez Rosję blokady doprowadził do inwazji wojsk Napoleona na ten kraj i w konsekwencji zawiązania VI koalicji antyfrancuskiej, która w 1814 roku pokonała Francję i zmusiła jej cesarza do abdykacji.

## Przyczyny
Wielka Brytania stanowiła ciągłe zagrożenie dla rewolucyjnej, a potem napoleońskiej Francji. Brała udział w formowaniu kolejnych koalicji antyfrancuskich, a jej rząd udzielał hojnych subsydiów państwom walczącym z Napoleonem, finansując ich wysiłek zbrojny. Od 1793 do 1814 roku Francja i Wielka Brytania były w stanie wojny, a jedyna przerwa w konflikcie nastąpiła w latach 1802–1803, po pokoju w Amiens.

Wojna między Francją a Wielką Brytanią od samego początku miała również wymiar gospodarczy. Władze rewolucyjnej Francji już w 1793 roku zakazały importu brytyjskich towarów, a Brytyjczycy odpowiedzieli blokadą francuskich portów. Konflikt ekonomiczny zawieszono po pokoju w Amiens, ale został wznowiony po wybuchu kolejnej wojny w 1803 roku. Jednak do czasu wprowadzenia blokady kontynentalnej restrykcje obejmowały jedynie Francję i okupowane przez nią terytoria, a wymiana handlowa między Wielką Brytanią a pozostałymi krajami kontynentu odbywała się bez przeszkód. 

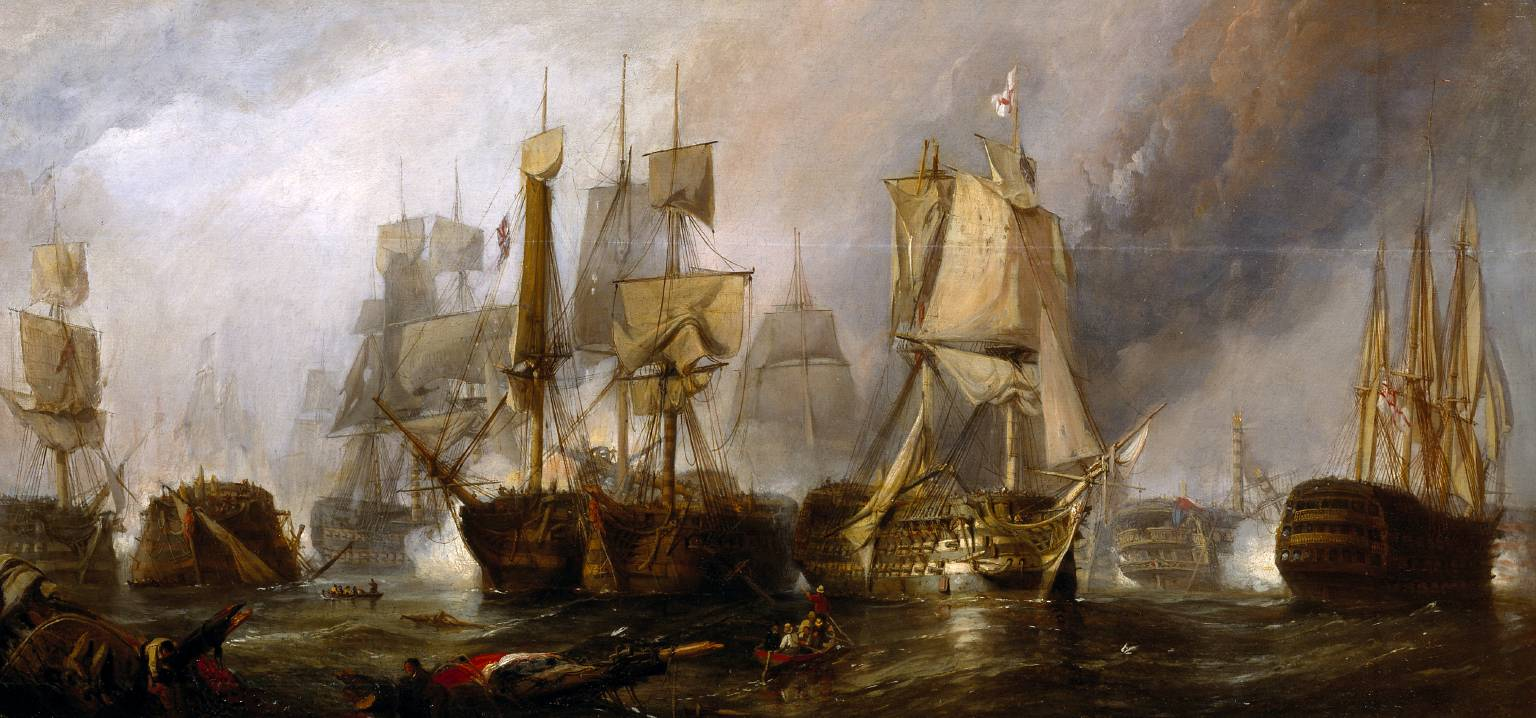
Bitwa pod Trafalgarem – obraz Clarksona Stanfielda

Mimo silnej armii Cesarstwo Francuskie nie było w stanie pokonać zbrojnie Wielkiej Brytanii, ponieważ brytyjska flota dominowała na morzach, co uniemożliwiało inwazję na Wyspy. Stało się to zupełnie jasne po wygranej przez Brytyjczyków bitwie morskiej pod Trafalgarem w październiku 1805 roku. Jednak na kontynencie przebieg wojen z sojusznikami Wielkiej Brytanii był pomyślny dla Napoleona. Po zwycięskiej bitwie pod Austerlitz w grudniu 1805 r., w której pokonał połączone siły Austrii i Rosji, cesarz Francuzów zawarł z Austrią korzystny pokój w Preszburgu. W kolejnym roku utworzył z podporządkowanych Francji państw niemieckich Związek Reński, czym sprowokował wojnę z Prusami. W krótkiej kampanii w październiku 1806 r. wojska francuskie rozbiły armię pruską w bitwach pod Jeną i Auerstedt i zajęły Berlin. W wyniku tych wojen Francja zdobyła dominującą pozycję w Europie.
Dzięki temu Napoleon mógł wprowadzić w życie plan uderzenia w brytyjską gospodarkę przez blokadę kontynentalną, a więc rozszerzenie dotychczasowego embarga na produkty brytyjskie na wszystkie kraje kontynentalnej Europy. Celem takiego posunięcia było odcięcie Zjednoczonego Królestwa od rynków zbytu i dostaw surowców. Napoleon liczył, że złamie to gospodarkę angielską i skłoni Brytyjczyków do ustępstw. Aby taka polityka była skuteczna, musiałyby się do niej stosować wszystkie kraje europejskie. Po francuskich zwycięstwach nad Austrią i Prusami taki scenariusz stał się możliwy.

## Blokada

### Ustanowienie

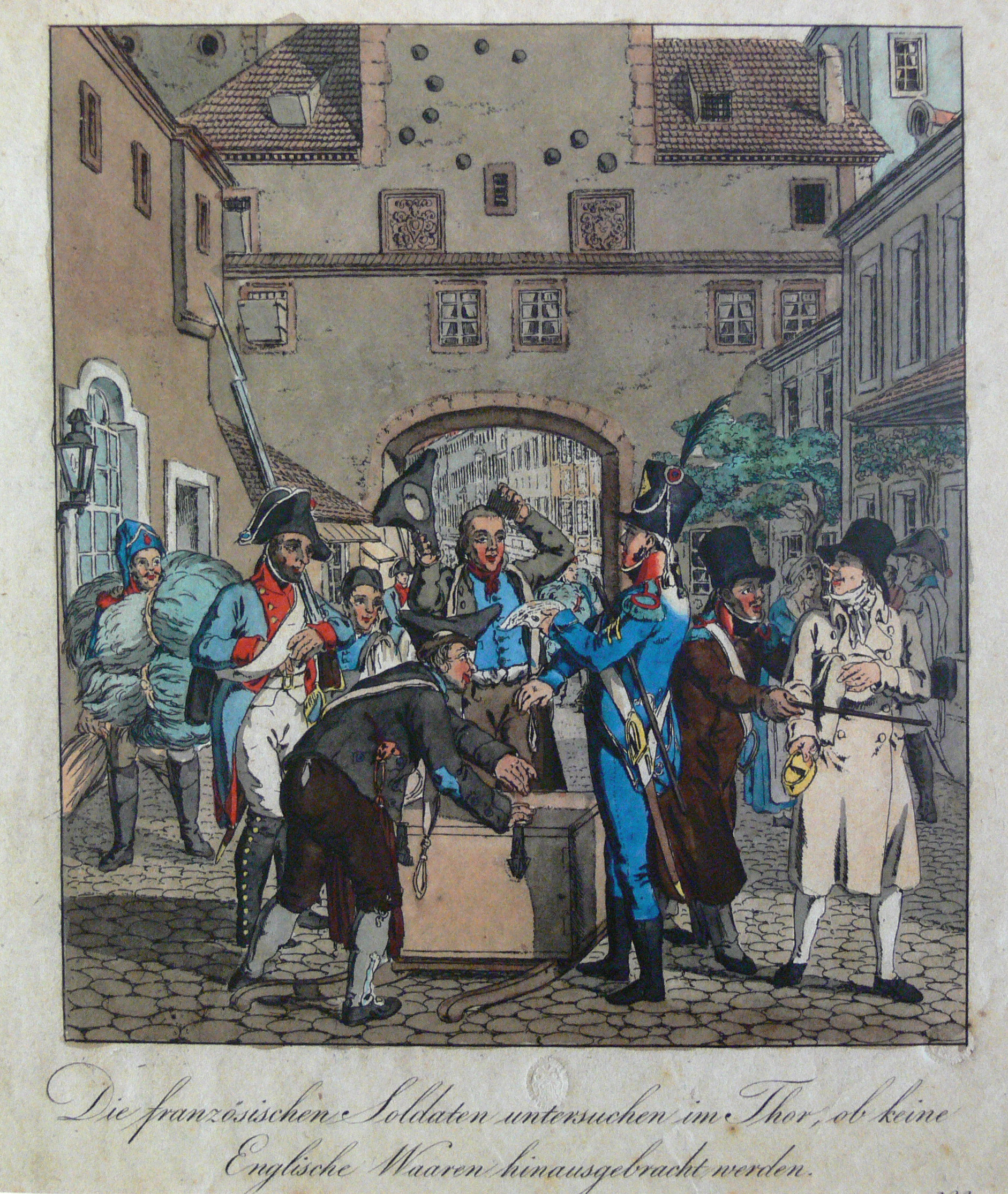
Francuscy żołnierze w Lipsku szukają nielegalnych towarów – miedzioryt Christiana Geißlera, 1824 r.

Napoleon wprowadził blokadę kontynentalną dekretem berlińskim z 21 listopada 1806 roku. Na jego mocy wszelkie więzy handlowe Francji i innych państw europejskich z Wyspami Brytyjskimi i ich koloniami miały być zerwane, przebywający na kontynencie Brytyjczycy podlegali internowaniu, a ich dobra konfiskacie. Dekret nakazywał również zerwanie kontaktów pocztowych z Wielką Brytanią.
Blokada została narzucona sojusznikom Francji oraz pozostałym państwom kontynentu. Bezpośrednio po ogłoszeniu dekretu berlińskiego system kontynentalny objął Francję i jej państwa wasalne – Królestwo Włoch, Etrurię, kraje Związku Reńskiego, Królestwo Neapolu, Holandię i Hiszpanię. W wyniku pokoju w Tylży w lipcu 1807 r. do blokady przystąpiły Rosja i Prusy oraz nowo powstałe Księstwo Warszawskie, a jeszcze w tym samym roku dołączyły do niej również Austria, Portugalia i Dania. W 1810 r. częścią systemu kontynentalnego stała się także Szwecja – jej udział w blokadzie był warunkiem zawarcia pokoju z Cesarstwem.
Dekret berliński miał bezprecedensowy charakter, gdyż bez zgody poszczególnych, teoretycznie niepodległych państw, narzucał im francuską politykę gospodarczą. Kraje europejskie musiały z dnia na dzień wprowadzać drastyczne zmiany prawne i handlowe, a nadzorcami ich rządów w zakresie przestrzegania dekretu byli francuscy ministrowie. Państwom, które nie chciały dostosować się do rygorów systemu kontynentalnego, Napoleon otwarcie groził wojną. Egzekwowanie blokady stało się podstawą francuskiej polityki zagranicznej od 1806 roku i zmusiło wszystkie kraje kontynentu do opowiedzenia się po jednej ze stron w konflikcie francusko-brytyjskim.

### Eskalacja konfliktu handlowego
Brytyjski rząd w reakcji na wprowadzenie blokady kontynentalnej wydał serię rozporządzeń (Orders in Council), które nakazywały statkom krajów neutralnych udającym się do portów na kontynencie zawijać najpierw do portów brytyjskich. Statki niestosujące się do tych przepisów miały podlegać konfiskacie. W odpowiedzi Napoleon ogłosił pod koniec 1807 r. dekrety mediolańskie, w których zakazał neutralnym statkom odwiedzania portów w Wielkiej Brytanii, również pod groźbą przepadku. Od tego czasu każdy statek handlowy na wodach europejskich mógł zostać skonfiskowany przez jedną z walczących stron, niezależnie od tego, skąd i dokąd płynął.
Na mocy dekretów mediolańskich na kontynencie wprowadzono także dalsze restrykcje dotyczące towarów kolonialnych, takich jak kawa, tytoń czy cukier. Według nowych przepisów handel nimi był legalny tylko pod warunkiem, że udowodniono ich pochodzenie z kolonii innych niż brytyjskie.

### Brytyjski atak na Danię

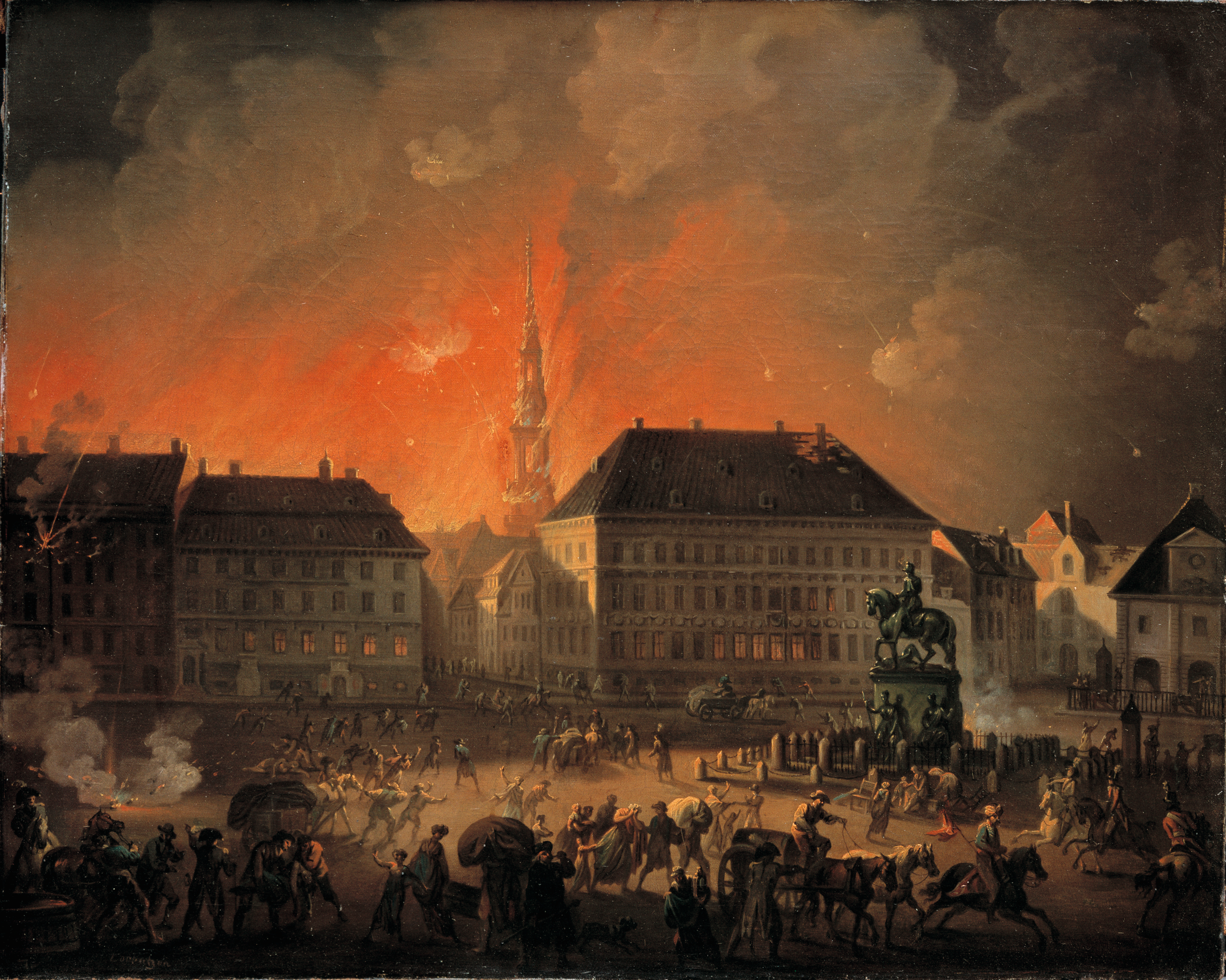
Pożar Kopenhagi w czasie brytyjskiego bombardowania – obraz Christiana Lorentzena

Po traktacie w Tylży w lipcu 1807 r. sytuacja Zjednoczonego Królestwa znacząco się pogorszyła ze względu na zerwanie stosunków handlowych z Rosją. Co więcej, do Londynu dotarły informacje, że car Aleksander zobowiązał się w umowie z Napoleonem do wywierania wpływu na państwa skandynawskie, aby i one dołączyły do systemu kontynentalnego. Wydarzenia te oznaczały wielkie niebezpieczeństwo dla strategicznie ważnego dla Brytyjczyków handlu z krajami nadbałtyckimi. Wobec tego brytyjski rząd zdecydował się na zbrojną demonstrację wobec Danii, by nie dopuścić do jej przystąpienia do blokady. Pośrednim celem tej operacji było nakłonienie Rosjan do wycofania się z systemu kontynentalnego – wpłynięcie Royal Navy na Bałtyk miało być sugestią, że w razie oporu cara przed przywróceniem normalnych relacji handlowych Brytyjczycy mogą zniszczyć rosyjską flotę.
W sierpniu 1807 roku brytyjskie okręty zbliżyły się do Kopenhagi. Wobec duńskiego rządu zostało wystosowane ultimatum, w którym żądano przystąpienia kraju do antyfrancuskiego sojuszu z Wielką Brytanią i przekazania Anglikom duńskiej marynarki wojennej. Ponieważ zaakceptowanie takich warunków oznaczałoby nieuchronną wojnę z Francją, Duńczycy na początku września odrzucili propozycję. W rezultacie brytyjska flota zbombardowała Kopenhagę – w ciągu 3 dni w ostrzeliwanym mieście zginęło około 2 tysięcy cywilów. Wobec angielskiej przewagi stolica Danii skapitulowała i przez kilka tygodni była okupowana przez Brytyjczyków, którzy w tym czasie zniszczyli lub przejęli niemal wszystkie duńskie okręty. Mimo militarnego sukcesu atak nie przyniósł Wielkiej Brytanii spodziewanych korzyści dyplomatycznych, gdyż niedługo później Dania zawarła sojusz z Francją i przystąpiła do blokady kontynentalnej, a Rosja również nie mogła sobie pozwolić na zerwanie układu z Napoleonem. Ponadto agresja na neutralne dotąd państwo wywołała antybrytyjskie nastroje na kontynencie i stała się wygodnym argumentem propagandowym dla Napoleona. Z drugiej strony, dzięki zwycięstwu Wielka Brytania zajęła należącą do Danii wyspę Helgoland oraz duńskie kolonie w Indiach, a także zażegnała niebezpieczeństwo zablokowania cieśnin duńskich dla brytyjskich okrętów.

### Polityka Francji wobec opornych państw
Brytyjska agresja na Danię miała podobny charakter, jak działania napoleońskiej Francji wobec państw, których rządy nie chciały dostosować się do jej polityki gospodarczej. Pierwszym krajem, który naraził się na konsekwencje oporu wobec systemu kontynentalnego, była Portugalia. Jej rząd pod groźbą wojny z Francją zgodził się na przystąpienie do blokady, jednak odmówił aresztowania przebywających w kraju Brytyjczyków i skonfiskowania ich dóbr. To częściowe zlekceważenie zapisów dekretu berlińskiego doprowadziło do francuskiej inwazji na Portugalię w 1807 roku, a w konsekwencji również do wojny z Hiszpanią, która wybuchła rok później.
Dążenie Napoleona do efektywnego wdrażania blokady spowodowało aneksje do Cesarstwa tych terytoriów, których władze zdaniem Bonapartego nie chciały skutecznie zwalczać przemytu lub niewystarczająco sobie z tym radziły. Państwo Kościelne zostało okrojone, a następnie zlikwidowane w latach 1808–1809, gdyż papież odmówił współpracy z francuskimi służbami celnymi. Austria po przegranej wojnie w 1809 roku została na mocy traktatu z Schönbrunn pozbawiona prowincji iliryjskich, które stały się własnością Francji – tym samym cesarstwo Habsburgów utraciło dostęp do morza. Natomiast w 1810 roku Napoleon anektował Niderlandy i niemieckie księstwa na wybrzeżu Morza Północnego, przez które przechodziła znacząca część brytyjskiej kontrabandy.
Aby zapewnić egzekwowanie blokady, Francja wysyłała do podporządkowanych sobie państw żołnierzy i urzędników celnych (douaniers), którzy mieli pilnować jej przestrzegania. W 1812 roku francuskie służby celne zatrudniały w całej Europie około 35 tysięcy ludzi, co było ogromną liczbą, biorąc pod uwagę stosunkowo niewielkie rozmiary ówczesnych administracji państwowych. Uciążliwość systemu i arogancka postawa francuskich celników wobec miejscowej ludności przyczyniły się do spadku popularności napoleońskiej Francji w Europie.

### Łamanie blokady

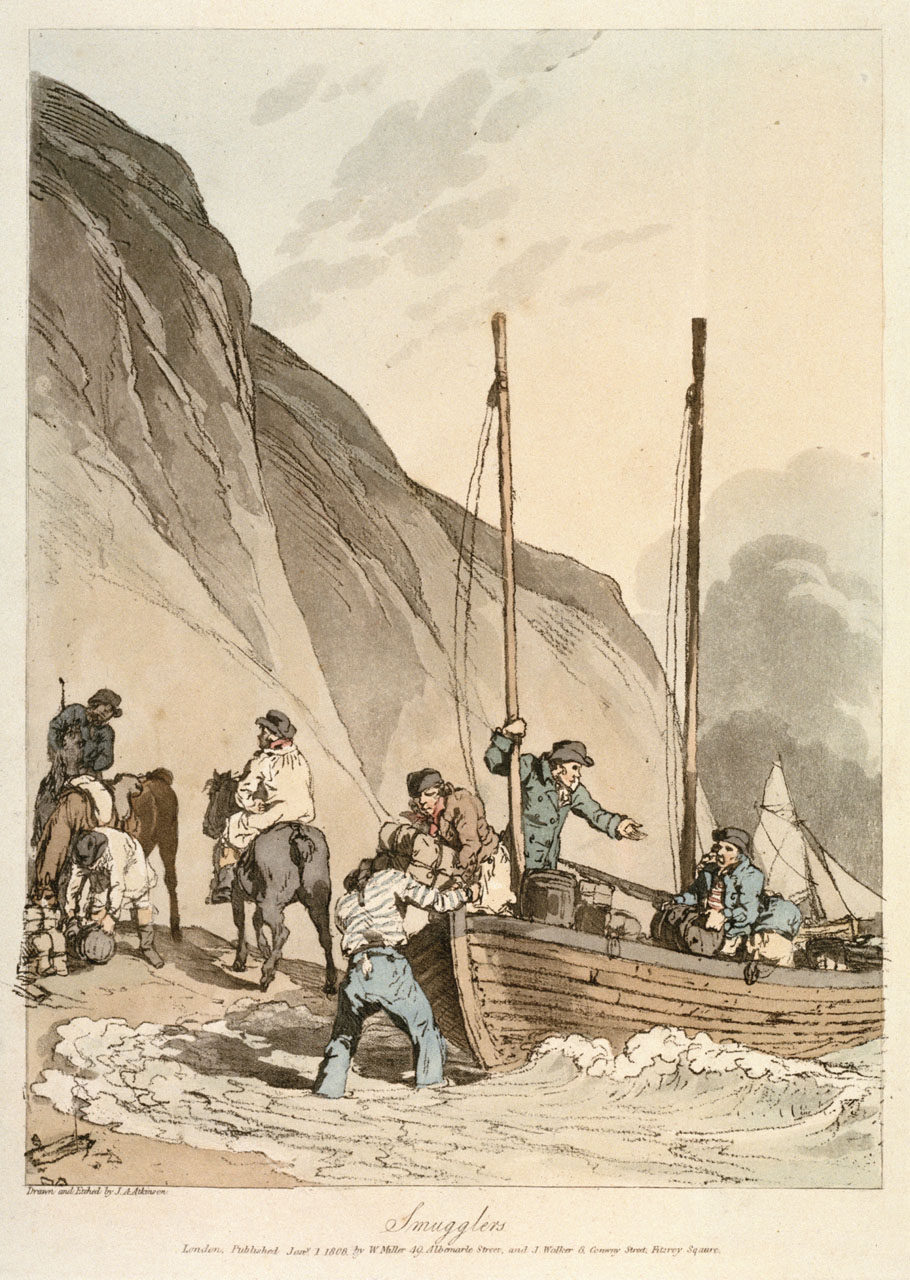
Przemytnicy – akwaforta Johna Atkinsona, 1808 r.

Blokada była notorycznie łamana, ponieważ jej wprowadzenie przyniosło duże straty krajom kontynentu. Uczestniczące w blokadzie państwa utraciły możliwość legalnego importu brytyjskich towarów i dostęp do brytyjskiego rynku zbytu. Wymiana handlowa z Francją w większości przypadków nie była w stanie zrównoważyć tych strat, zwłaszcza że Cesarstwo narzucało innym krajom niekorzystne dla nich traktaty handlowe, których jedynym celem było uzyskanie rynków zbytu dla francuskiego eksportu.
Wobec tego pomiędzy Wielką Brytanią a kontynentem kwitł nielegalny handel, którego Francja nie była w stanie zlikwidować z powodu hegemonii marynarki brytyjskiej na morzach, a także korupcji własnych urzędników, którzy mieli pilnować przestrzegania embarga. Towary przemycano do Europy głównie przez Półwysep Iberyjski, Holandię oraz wyspy pozostające pod kontrolą Brytyjczyków i ich sojuszników, a więc Maltę, Helgoland i Sycylię. Częstą praktyką stosowaną przez załogi statków handlowych było wywieszanie neutralnej bandery i fałszowanie dokumentów statku, aby zmylić władze i móc prowadzić handel w europejskich portach.
Kontrabandę przerzucano także przez granice lądowe. Szczególnie nieszczelna była granica między krajami niemieckimi a Danią, do której trafiały duże ilości brytyjskich towarów. Działo się tak, ponieważ duńskie władze nie respektowały dekretów mediolańskich i nie sprawdzały pochodzenia ładunków przywożonych przez statki neutralne; ponadto do Danii docierała istotna część towarów z kontrolowanego przez Brytyjczyków Helgolandu. Z przygranicznego duńskiego miasta Altona przemycano je do położonego niedaleko Hamburga. Codziennie tysiące mieszkańców obu miast przekraczały granicę, przemycając pod ubraniami cukier, wanilię, kawę i inne zakazane produkty. W okresie funkcjonowania blokady wielokrotnie wzrosła także liczba konduktów pogrzebowych przechodzących z Altony do Hamburga. Fakt ten wzbudził po pewnym czasie zainteresowanie francuskich służb celnych, które odkryły, że „żałobnicy” w rzeczywistości przenoszą trumny wypełnione brytyjskimi towarami. Do ukrywania kontrabandy w Hamburgu i innych miastach Europy służyły również powozy z podwójnym dnem, a cukier bywał przemycany jako „piasek”.

### Dekret z Fontainebleau
Od 1809 roku władze francuskie prowadziły dwutorową politykę wobec wymiany handlowej z Wyspami Brytyjskimi. Francji dawały się we znaki trudności ekonomiczne, w związku z czym rząd zaczął sprzedawać kupcom licencje na handel z Wielką Brytanią, a więc na swego rodzaju legalne łamanie blokady. Z drugiej strony natomiast zaostrzano walkę z kontrabandą, czemu służyło m.in. wydanie dekretu z Fontainebleau w 1810 roku. Na jego mocy wprowadzono surowsze kary dla przemytników, z karą śmierci włącznie. Zwiększono również kontrolę handlu oraz liczbę żołnierzy i urzędników celnych pilnujących przestrzegania restrykcji. Od tego czasu francuskie władze zaczęły także publicznie palić skonfiskowane towary kolonialne.
Choć brytyjskie towary docierały na kontynent w dużych ilościach, były tam droższe i trudniej dostępne, a więc mniej konkurencyjne. Jest kwestią sporną, na ile blokada kontynentalna była skuteczna w zakresie odcięcia Brytyjczyków od europejskich rynków zbytu. Francuski historyk François Crouzet wysunął tezę, że mimo licznych przypadków łamania przepisów blokada działała sprawnie w latach 1807–1808 i 1810–1812, co – w tym drugim okresie – badacz przypisuje właśnie środkom wprowadzonym w Cesarstwie na mocy dekretu z Fontainebleau.

### Schyłek systemu kontynentalnego

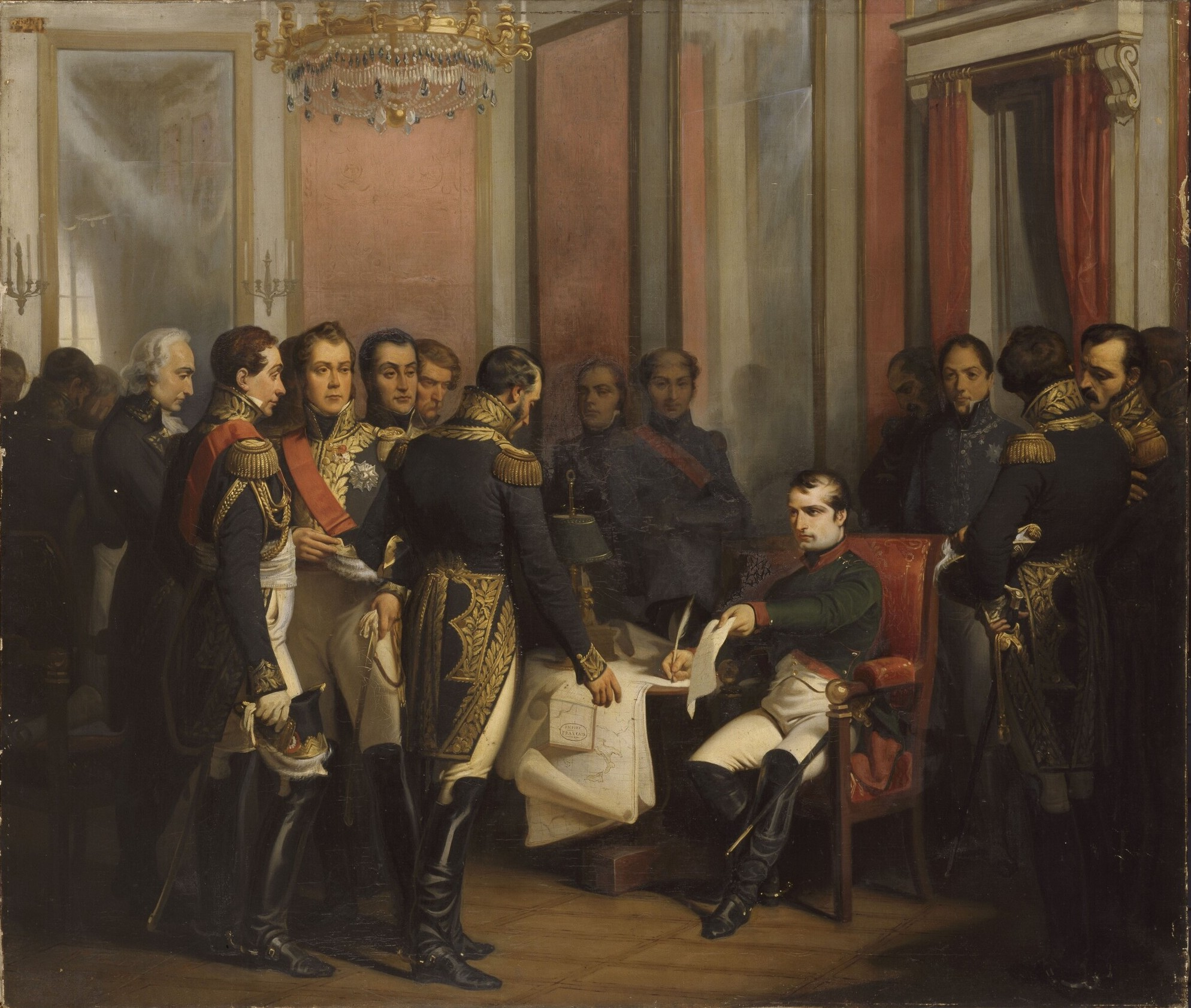
Napoleon podpisuje akt abdykacji w 1814 roku – obraz François Bouchota

W 1810 roku car Aleksander złagodził przepisy celne, de facto otwierając porty na import brytyjskich towarów. Stało się to przedmiotem sporu między dyplomacją francuską a rosyjską – Napoleon zarzucał Rosjanom, że importują brytyjskie towary i handlują nimi z innymi krajami kontynentu. Aleksander zaprzeczał oskarżeniom, a ponieważ postawa carskich władz godziła w szczelność systemu kontynentalnego, niezbędną dla jego skuteczności, w 1812 roku Napoleon postanowił zaatakować Rosję, aby zmusić cara do przywrócenia blokady. Ten cel nie został jednak osiągnięty. Klęska francuskiej inwazji na Rosję sprawiła, że działania wojenne przeniosły się na tereny Niemiec, a przeciwko Francji zawiązała się VI koalicja, do której w toku wojny dołączyły m.in. Prusy, Austria i Szwecja. W 1814 roku siły koalicji pokonały Francję i zajęły znaczną część jej terytorium, a Napoleon został zmuszony do abdykacji.
Blokada straciła wszelką skuteczność w 1813 roku, gdy Cesarstwo prowadziło wojnę w Niemczech. Choć restrykcje formalnie wciąż były w mocy, ze względu na fatalny stan gospodarki władze Francji wydawały tak wiele licencji na handel z Wielką Brytanią, że embargo przestało obowiązywać w praktyce. Ostateczny kres blokady nadszedł wraz z abdykacją Napoleona w kwietniu 1814 roku.

## Efekty

### Francja i Wielka Brytania
Blokada nie przyniosła spodziewanego efektu w postaci upadku brytyjskiej potęgi gospodarczej. Wręcz przeciwnie, uderzyła w handel morski krajów kontynentalnej Europy dużo bardziej, niż w handel brytyjski, tym samym eliminując konkurencję dla Brytyjczyków. Brytyjski eksport istotnie (ale przejściowo) spadł w 1811 roku, a w czasie blokady ceny żywności w Wielkiej Brytanii utrzymywały się na wysokim poziomie, co spowodowało spadek poziomu życia ludności. Jednak Francja ucierpiała na zerwaniu kontaktów handlowych jeszcze bardziej. Na terenach Cesarstwa blokada kontynentalna, połączona z brytyjską blokadą wybrzeży, również spowodowała wzrost cen, a spadek wartości handlu był głęboki i długotrwały – w latach 1807–1814 francuski import był o ponad 50% niższy niż w poprzednim okresie.

### Rozwój przemysłu i handlu na kontynencie
Zerwanie więzi handlowych z Wielką Brytanią uderzyło w przemysł nastawiony na eksport zamorski (ze względu na brytyjską blokadę morską) oraz te branże, które były silnie związane z brytyjską gospodarką. Ucierpiały m.in. przemysł stoczniowy, tekstylny (produkcja lnu) i przetwórczy. Z drugiej strony jednak w czasie obowiązywania blokady w krajach kontynentalnej Europy nastąpiło ożywienie niektórych gałęzi przemysłu, przede wszystkim tekstylnego (produkcja bawełny) i w mniejszym stopniu metalurgicznego. Również dla branży cukrowniczej w Prusach i Saksonii restrykcje w handlu zamorskim okazały się bardzo korzystne. Było to efektem zniknięcia konkurencji ze strony Brytyjczyków – co prawda na kontynent docierały nielegalnie importowane towary z Wielkiej Brytanii, jednak były trudniej dostępne i droższe niż wcześniej. Korzyści dla przemysłu tekstylnego były przeważnie krótkotrwałe; gdy po 1815 roku wznowiono swobodną wymianę handlową, kontynentalna produkcja bawełny nie wytrzymała brytyjskiej konkurencji i ponownie podupadła.
Blokada przyniosła zyski ośrodkom handlowym położonym daleko od wybrzeży, w pobliżu ważnych lądowych szlaków komunikacyjnych. Podkopała natomiast pozycję wielu kontynentalnych miast portowych.

### Rosja i wojna 1812 roku

Odwrót Napoleona spod Moskwy – obraz Adolpha Northena

Rosja poniosła duże straty wskutek utraty brytyjskich rynków zbytu dla swoich towarów, m.in. zboża, co doprowadziło do załamania się kursu rubla. W wyniku kryzysu gospodarczego car Aleksander w lipcu 1810 roku złagodził obostrzenia dla statków neutralnych, co w rzeczywistości oznaczało otwarcie rosyjskich portów na nieoficjalny handel z Wielką Brytanią. W grudniu tego samego roku car podjął decyzję o nałożeniu zaporowych ceł na towary francuskie. Te posunięcia stanowiły de facto wystąpienie Rosji z systemu kontynentalnego i były poważnym ciosem dla jego integralności. W kolejnych miesiącach francuska dyplomacja oskarżała władze Rosji o zalewanie Europy brytyjskimi towarami. Rosjanie twierdzili, że nie handlują z Brytyjczykami, a importowane przez nich towary pochodzą z USA. Spór o przestrzeganie blokady doprowadził do francuskiej inwazji na Rosję w 1812 roku i w konsekwencji do zawiązania VI koalicji antyfrancuskiej.

### Księstwo Warszawskie
Władze Księstwa Warszawskiego wprowadziły zakaz handlu z Wielką Brytanią pod naciskiem Francji, niedługo po utworzeniu państwa. Blokada przyczyniła się do transformacji gospodarczej ziem wchodzących w skład Księstwa. Z jednej strony uderzyła w polski eksport zboża i drewna do Anglii, który stanowił podstawę zysków majątków szlacheckich. Jednak wpłynęła również na zwiększenie wymiany handlowej z sąsiednimi krajami i rozwój niektórych gałęzi przemysłu (m.in. gorzelnictwa i browarnictwa) oraz hodowli. W XIX-wiecznych pamiętnikach podkreślano raczej negatywne efekty blokady i przedstawiano sytuację ekonomiczną kraju w czarnych barwach. Wynikało to z faktu, że zdecydowaną większość ówczesnych polskich pamiętnikarzy stanowili ziemianie, którzy przeważnie tracili na restrykcjach handlowych. Rzeczywisty obraz gospodarki Księstwa był natomiast bardziej złożony; stan badań z 2011 roku nie pozwala jednak określić go w pełni.
Pierwsze lata funkcjonowania blokady przyniosły gospodarce silne wstrząsy. Po wprowadzeniu embarga w Księstwie pojawiły się nadwyżki żywności, a ceny zbóż spadły o ok. 40–50%, co drastycznie pogorszyło sytuację ziemian i uniemożliwiło dużej części szlachty spłatę długów z czasów pruskich (sum bajońskich). Te perturbacje przyczyniły się do niepokojów społecznych, zmniejszenia wpływów podatkowych oraz do migracji chłopów na dużą skalę, które były ułatwione przez zniesienie poddaństwa dekretem grudniowym. Efektem przerwania zamorskiego eksportu zboża był też wielki deficyt handlowy Księstwa, notowany w roku 1808/1809 – wartość importu wyniosła wówczas 33,3 mln złotych, a eksportu zaledwie 19,2 mln.
Jednak po około dwóch latach sytuacja gospodarcza znacząco się poprawiła, a bilans handlowy w roku 1810/1811 był już dodatni, z eksportem o wartości około 40 milionów złotych. Było to najpewniej efektem przystosowania się gospodarki Księstwa do realiów systemu kontynentalnego i wzrostu roli lądowych szlaków handlowych, a także złagodzenia rygorów embarga. W 1810 roku niektóre porty nadbałtyckie, przede wszystkim gdański, uzyskały od władz francuskich licencje, które pozwalały na legalny eksport ograniczonych ilości zboża i drewna do Wielkiej Brytanii, co pozwoliło na zbyt polskich produktów – choć na dużo mniejszą skalę niż przed blokadą. Sytuacja w Księstwie była pod tym względem podobna jak w innych krajach Europy – z jednej strony dopuszczano licencjonowany, ograniczony handel z Anglikami, z drugiej natomiast w większych miastach Księstwa, tak jak w całej francuskiej strefie wpływów, od 1810 r. publicznie palono brytyjskie towary, które dostały się na kontynent drogą przemytu.
Ograniczone możliwości eksportu przyczyniły się do rozwoju przemysłu gorzelniczego i browarniczego. Ponieważ majątki produkowały nadwyżkę zboża, bardziej opłacalne niż jej sprzedawanie po niskich cenach stało się przerabianie ziaren na alkohol. Rozwinęła się także hodowla bydła, gdyż tanie zboże mogło być wykorzystane jako pasza.
Efekty blokady dla ziem Księstwa były niejednoznaczne, zarówno pozytywne, jak negatywne. Restrykcje inaczej wpływały na różne regiony kraju – w mniejszej mierze uderzały w gospodarkę Wielkopolski, której eksport w roku 1810 w ponad 50% stanowiły produkty przemysłowe. Badania nad dziejami Krakowa w czasach napoleońskich również wykazały, że blokada kontynentalna nie wpłynęła negatywnie na sytuację ekonomiczną miasta.

### Skandynawia

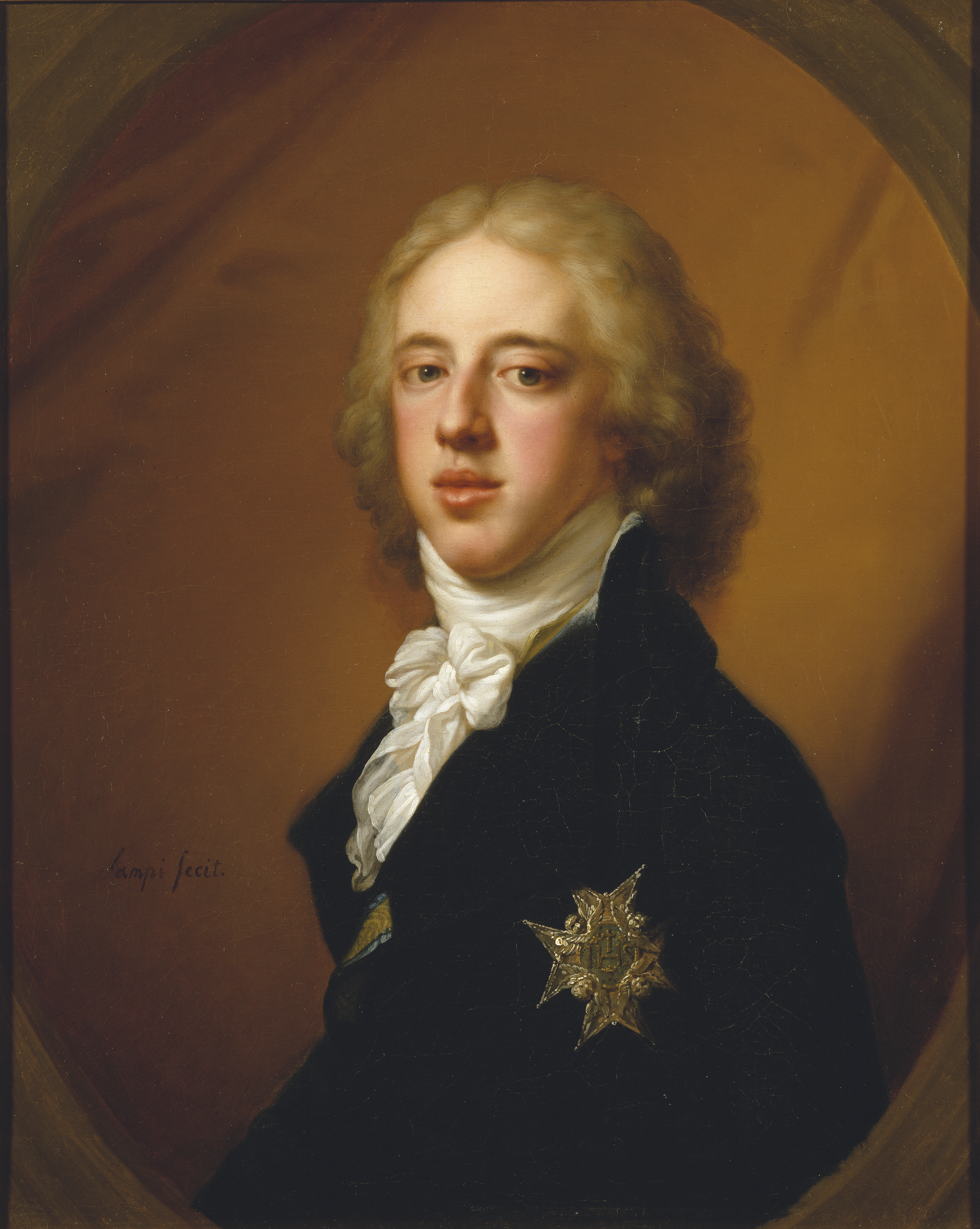
Gustaw IV Adolf – obraz Johanna Lampiego (starszego), zbiory Nationalmuseum w Sztokholmie

Wprowadzenie blokady przez Królestwo Danii i Norwegii spowodowało rozdźwięk między duńskimi i norweskimi elitami politycznymi. Podstawowym źródłem dochodu kupców norweskich był handel drewnem z Brytyjczykami, a wstrzymanie wymiany handlowej odbiło się negatywnie na lokalnej gospodarce. Od 1809 roku w Norwegii rozwinął się wspierany przez lokalne władze system łamania przepisów celnych, co doprowadziło do napięć z bardziej skłonnymi do ugody z Francją Duńczykami. Zacieśniły się natomiast więzi elit norweskich i szwedzkich, ponieważ Szwedzi byli dla Norwegów ważnymi partnerami w omijaniu blokady kontynentalnej. Miało to wpływ na zerwanie unii duńsko-norweskiej w 1814 roku i wejście Norwegii w unię personalną ze Szwecją.
Rządzona przez Gustawa IV Szwecja od 1805 roku prowadziła wojnę z napoleońską Francją, a jej król konsekwentnie odmawiał zawarcia pokoju i zwrócenia się przeciwko Wielkiej Brytanii. Po traktacie w Tylży car Aleksander zażądał od Szwedów przystąpienia do francusko-rosyjskiego przymierza przeciwko Londynowi i dołączenia do blokady kontynentalnej. Gustaw IV odmówił, obawiając się reakcji Brytyjczyków. Stało się to pretekstem do rosyjskiej inwazji w lutym 1808 roku. Mimo wsparcia, którego Wielka Brytania udzieliła Szwedom, wojna zakończyła się zwycięstwem Rosjan, którzy w jej wyniku zajęli należącą dotąd do Szwecji Finlandię – kraj ten został przekształcony w autonomiczną część Imperium Rosyjskiego jako Wielkie Księstwo Finlandii. W marcu 1809 roku, jeszcze w trakcie wojny, Gustaw IV został obalony z powodu niezadowolenia społecznego z przebiegu konfliktu. W styczniu 1810 roku, na mocy osobnego traktatu kończącego wojnę szwedzko-francuską, Szwecja przystąpiła do blokady kontynentalnej. Nieoficjalnie jednak władze w Sztokholmie zapewniły Brytyjczyków, że ich statki będą tolerowane w szwedzkich portach, jeśli będą do nich wpływać pod neutralną banderą Stanów Zjednoczonych. Tak też się działo, a szwedzcy kupcy na dużą skalę przemycali brytyjskie towary na kontynent przez Pomorze, które zostało zwrócone Szwecji przez Francję w wyniku traktatu pokojowego. Choć formalnie Wielka Brytania i Szwecja były w stanie wojny, operująca na Bałtyku brytyjska flota nie atakowała szwedzkich statków.

### Półwysep Iberyjski
Blokada kontynentalna przyczyniła się do załamania przemysłu w Hiszpanii i Portugalii. Przed wojnami napoleońskimi produkcja przemysłowa w tych krajach była w większości kierowana na eksport do kolonii w Ameryce Łacińskiej. Wywołana blokadą wojna na Półwyspie Iberyjskim sprawiła, że Hiszpania i Portugalia nie były w stanie prowadzić handlu ze swoimi koloniami. W rezultacie Ameryka Łacińska dostała się w sferę wpływów ekonomicznych Wielkiej Brytanii. Po upadku krajowego przemysłu niektóre dotąd rozwinięte regiony Hiszpanii wtórnie przeszły na gospodarkę rolniczą.